# Imakagami
L'Imakagami (今鏡? "Specchio dell'oggi" o "Specchio del presente") è un racconto storico (rekishi monogatari) giapponese scritto alla fine del periodo Heian. È chiamato anche Kokagami (小鏡? "Piccolo specchio") o Shoku-Yotsugi (続世継? "Yotsugi, Continuazione").

## Data e autore
Si è ipotizzato che l'opera sia stata compilata nel 1170 o poco dopo; Donald Keene, citando Isao Takehana, affermò che l'opera fu scritta probabilmente tra l'ottavo mese del 1174 e il settimo mese del 1175. L'autore è incerto, ma il candidato più probabile è il poeta waka Fujiwara no Tametsune (藤原為経?).

## Struttura e stile
Il testo è in dieci volumi, ed è raccontato dal punto di vista di una donna anziana descritta come una nipote di Ōyake no Yotsugi (大宅世継?), il narratore dell'Ōkagami, e come una che è stata al servizio di Murasaki Shikibu. Si è suggerito. e lo scrittore abbia scelto una donna come suo narratore immaginario dove l'autore dell'Ōkagami' aveva scelto due uomini poiché desiderava focalizzarsi su argomenti "femminili" più eleganti degli affari militari e politici.
L'opera contiene 140 waka e innumerevoli riferimenti alla letteratura giapponese e cinesi.

## Contenuto
L'opera comincia con un gruppo di pellegrini che visitano i templi della provincia di Yamato che sono avvicinati da una donna anziana che, quando le chiedono se vive nella regione, dice di aver vissuto nella Capitale per cento anni e poi nella provincia di Yamashiro per altri cinquanta, prima di spostarsi a Yamato. Gli ascoltatori sono sbalorditi dalla sua età elevata, ma ella replica umilmente elencando parecchi altri in Cina e Giappone che avevano presumibilmente vissuto fino ad un'età elevata, incluso suo nonno Yotsugi. Dice che il suo nome è Ayame (iris), che le fu messo a causa della nascita nel quinto giorno del quinto mese, lo stesso giorno della Festa dell'iris (菖蒲の節句?, Ayame no Sekku), sebbene le fosse stato dato il soprannome Imakagami (il nuovo specchio) dalla sua padrona Murasaki Shikibu, in riferimento a una poesia di Bai Juyi che descriveva il proiettarsi di un nuovo specchio in quel giorno.
Il resto dell'opera descrive i ricordi del passato della vecchia signora. Descrive il periodo di circa 150 anni dal 1025 al 1170. ed è focalizzato principalmente su un resoconto della famiglia imperiale e dei clan Fujiwara e Murakami-Genji.

## Relazione con altre opere
L'opera è classificata come uno dei quattro "specchi" della storia giapponese insieme all'Ōkagami, al Mizukagami e al Masukagami. È considerata una diretta continuazione dell'Ōkagami.
Sebbene sia stato scritto durante il periodo di dominio del clan militare Taira, la sua attenzione è sulla poesia waka e sugli affari dei nobili a corte.